# Saison 1998-1999 du MO Constantine
Maillots
Chronologie
Saison précédente Saison suivante
La saison 1998-1999 de le MO Constantine est la 18e saison du club en première division du championnat d'Algérie. Le MOC est engagée en Super Division  et en Coupe d'Algérie.

## Compétitions
| Troisième place 45 points | Trente-deuxièmes de finale face le WA Tlemcen (2-0) |
| 13 V 6 N 7 D              | 0 V 0 N 1 D                                         |
| TOTAL : 13 V 6 N 8 D      |                                                     |

### Championnat d'Algérie
| Date                                 | J  | Adversaire            | Lieu | Résultat | Buteurs pour le MOC        |
| Jeudi 10 septembre 1998              | 1  | AS Aïn M'lila         | Ext. | 0 - 2    | Sahraoui 83e, Boussouf 90e |
| Jeudi 17 septembre 1998              | 2  | US Chaouia            | Dom. | 2 - 0    | Berrahou 18e, Sahraoui 36e |
| Jeudi 24 septembre 1998              | 3  | CS Constantine        | Ext. | 0 - 0    | -                          |
| Jeudi 8 octobre 1998                 | 4  | JSM Tébessa           | Dom. | 1 - 1    | Bouguendoura 50e           |
| Jeudi 15 octobre 1998                | 5  | CA Batna              | Ext. | 0 - 1    | Belakhel 79e               |
| Jeudi 22 octobre 1998                | 6  | JS Kabylie            | Dom. | 0 - 2    | -                          |
| Lundi 9 novembre 1998                | 7  | ES Sour El Ghozlane   | Ext. | 1 - 0    | -                          |
| Jeudi 12 novembre 1998               | 8  | ES Sétif              | Dom. | 2 - 0    | Sedratti 74e, Senouci 78e  |
| Jeudi 19 novembre 1998               | 9  | USM El Harrach        | Ext. | 0 - 1    | Kada 84e                   |
| Jeudi 26 novembre 1998               | 10 | USM Annaba            | Ext. | 1 - 0    | -                          |
| Jeudi 3 décembre 1998                | 11 | JSM Béjaïa            | Dom. | 1 - 0    | Taguine 80e                |
| Lundi 14 décembre 1998               | 12 | CA Bordj Bou Arreridj | Ext. | 0 - 1    | ?                          |
| Jeudi 17 décembre 1998               | 13 | NA Hussein Dey        | Dom. | 1 - 0    | Berrahou 87e               |
| Jeudi 24 décembre 1998               | 14 | AS Aïn M'lila         | Dom. | 1 - 0    | Sahraoui 30e               |
| Lundi 28 décembre 1998               | 15 | US Chaouia            | Ext. | 0 - 1    | Sahraoui 16e (pen.)        |
| Jeudi 28 janvier 1999                | 16 | CS Constantine        | Dom. | 0 - 0    | -                          |
| Lundi 1er février 1999               | 17 | JSM Tébessa           | Ext. | 3 - 2    | ?, ?                       |
| Mardi 16 février 1999 (match retard) | 18 | CA Batna              | Dom. | 0 - 0    | -                          |
| Jeudi 11 février 1999                | 19 | JS Kabylie            | Ext. | 0 - 1    | -                          |
| Jeudi 18 février 1999                | 20 | ES Sour El Ghozlane   | Dom. | 2 - 0    | Bousssouf 1re, Bounaas 47e |
| Lundi 8 mars 1999                    | 21 | ES Sétif              | Ext. | 2 - 1    | Sahraoui 59e               |
| Lundi 22 mars 1999 (match retard)    | 22 | USM El Harrach        | Dom. | 0 - 0    | -                          |
| Jeudi 1er avril 1999                 | 23 | USM Annaba            | Dom. | 0 - 0    | -                          |
| Jeudi 22 avril 1999                  | 24 | JSM Béjaïa            | Ext. | 4 - 0    | -                          |
| Jeudi 20 mai 1999                    | 25 | CA Bordj Bou Arreridj | Dom. | 1 - 0    | Senouci 87e                |
| Lundi 24 mai 1999                    | 26 | NA Hussein Dey        | Ext. | 0 - 2    | -                          |

#### Classement Groupe A (Centre-Est)
Le classement est établi sur le barème de points suivant : une victoire vaut 3 points, un match nul 1 point et une défaite 0 point.
| Rang | Équipe                  | Pts | J  | G  | N | P  | Bp | Bc | Diff |
| ---- | ----------------------- | --- | -- | -- | - | -- | -- | -- | ---- |
| 1    | JS Kabylie              | 52  | 26 | 16 | 4 | 6  | 49 | 17 | +32  |
| 2    | USM Annaba P            | 47  | 26 | 13 | 8 | 5  | 36 | 25 | +11  |
| 3    | MO Constantine          | 45  | 26 | 13 | 6 | 7  | 21 | 16 | +5   |
| 4    | CA Batna                | 42  | 26 | 12 | 6 | 8  | 28 | 18 | +10  |
| 5    | ES Sétif                | 42  | 26 | 12 | 6 | 8  | 32 | 26 | +6   |
| 6    | JSM Béjaïa P            | 41  | 26 | 11 | 8 | 7  | 35 | 27 | +8   |
| 7    | CS Constantine          | 40  | 26 | 11 | 7 | 8  | 26 | 21 | +5   |
| 8    | AS Aïn M'lila           | 37  | 26 | 11 | 4 | 11 | 20 | 30 | -10  |
| 9    | USM El Harrach T        | 33  | 26 | 9  | 6 | 11 | 22 | 25 | -3   |
| 10   | NA Hussein Dey P        | 33  | 26 | 9  | 6 | 11 | 19 | 23 | -4   |
| 11   | JSM Tébessa P           | 33  | 26 | 8  | 9 | 9  | 25 | 25 | 0    |
| 12   | US Chaouia              | 31  | 26 | 8  | 7 | 11 | 20 | 22 | -2   |
| 13   | CA Bordj Bou Arreridj P | 15  | 26 | 3  | 6 | 17 | 16 | 33 | -17  |
| 14   | ES Sour El Ghozlane P   | 12  | 26 | 3  | 3 | 20 | 13 | 45 | -32  |

Résultat
- Qualifié pour la finale du championnat
- Barrage pour la Coupe arabe

Relégation
- Relégation en Division 2
- Relégation en Division 3

Abréviations
T : Tenant du titre

P : Promus de Division 2